# Episodi di Famous in Love (prima stagione)
La prima stagione della serie televisiva Famous in Love, composta da 10 episodi, è stata dapprima interamente pubblicata il 18 aprile 2017, in seguito è andata in onda dal 18 aprile al 13 giugno 2017 su Freeform.
In Italia la stagione viene trasmessa dal 5 ottobre 2017 su Premium Stories.
| n° | Titolo originale     | Titolo italiano          | Prima TV USA   | Prima TV Italia |
| -- | -------------------- | ------------------------ | -------------- | --------------- |
| 1  | Pilot                | Un sogno che si realizza | 18 aprile 2017 | 5 ottobre 2017  |
| 2  | A Star is Born       | Una star combattuta      | 25 aprile 2017 | 5 ottobre 2017  |
| 3  | Not So Easy A        | Non è così facile        | 2 maggio 2017  | 12 ottobre 2017 |
| 4  | Prelude to a Kiss    | Preludio di un'offesa    | 9 maggio 2017  | 12 ottobre 2017 |
| 5  | Some Like It Not     | A qualcuno non piace     | 16 maggio 2017 | 19 ottobre 2017 |
| 6  | Found in Translation | Capirsi                  | 23 maggio 2017 | 19 ottobre 2017 |
| 7  | Secrets & Pies       | Segreti e torte          | 30 maggio 2017 | 26 ottobre 2017 |
| 8  | Crazy Scripted Love  | Folle amore da copione   | 6 giugno 2017  | 26 ottobre 2017 |
| 9  | Fifty Shades of Red  | 50 sfumature di rosso    | 13 giugno 2017 | 2 novembre 2017 |
| 10 | Leaving Los Angeles  | Addio Los Angeles        | 13 giugno 2017 | 2 novembre 2017 |